# 桜井英一
桜井 英一（さくらい えいいち、1934年10月1日 - 1997年）は、日本の俳優、声優。

## 来歴・人物
神奈川県の湘南地区で育つ。
東京放送劇団の5期生。同期に黒柳徹子、里見京子、横山道代、新道乃里子、幸田弘子、八木光生、木下秀雄、関根信昭、三田松五郎らがおり、当時の劇団員の中では最年少だった。

## 出演作品

### テレビドラマ
- 『トミ子とヤス子』（1958年、NHK総合）
- シルエット劇『おやゆび姫』（1959年/NHK教育）
- 文芸劇場 『彦六大いに笑う』（1962年、NHK総合）
- テレビ劇場『海峡』（1963年、NHK総合）
- 『事件記者』 第260話 黒い石（1965年、NHK総合）

### 映画
- 星空のむこうの国（昭雄の父の声）

### テレビアニメ
- レインボー戦隊ロビン（テレビ朝日） - ウルフ[4]

### 人形劇
- 宇宙船シリカ（NHK総合） - TVアナ
- サンダーバード（NHK総合） - ジョン・トレーシー[2]
- サンダーバード 劇場版（ジョン・トレーシー） ※劇場公開版[2]

### ラジオドラマ
- おたのしみ劇場 『月と手袋』
- 立体放送劇 『グスコーブドリの伝説』（1966年、NHK-FM）
- 名作劇場 『渡辺崋山』（1967年、NHKラジオ第1）
- ラジオ小劇場 『十円玉』（1963年、NHKラジオ第1）
- ラジオファンタジー『銀河鉄道の夜』
- 放送劇 『トンネル』
- 放送劇 『囚人部隊　長城に全滅す』
- 放送劇 『一番高い場所』
- 立体放送劇 『青の円柱』（NHK-FM） - マルバシラ
- 名作劇場『ガンバハル氏の実験』（1966年、NHKラジオ第1）

### 舞台
- 罠（1962年/東京放送劇団勉強会） - ダニエル[5]

### その他
- みんなの科学（NHK教育） -  『科学史物語・光よいでよ』（朗読）